# 248 Ламеја
248 Ламеја (248 Lameia) је астероид главног астероидног појаса са пречником од приближно 48,66 km.
Афел астероида је на удаљености од 2,629 астрономских јединица (АЈ) од Сунца, а перихел на 2,311 АЈ.
Ексцентрицитет орбите износи 0,064, инклинација (нагиб) орбите у односу на раван еклиптике 4,052 степени, а орбитални период износи 1418,456 дана (3,883 године).
Апсолутна магнитуда астероида је 10,21 а геометријски албедо 0,061.
Астероид је откривен 5. јуна 1885. године.